# Immigrés (album)
Albums de Youssou N'Dour
Bitim Rew
(1984)
Immigrés est le premier album International de Youssou N'Dour, sorti en 1984. 

## L'album
Déjà une star au Sénégal, Youssou N'Dour débarque à Paris avec son groupe Super Étoile de Dakar en 1984 pour enregistrer l'album. Il part à cette occasion en tournée aux États-Unis où il partage la scène avec Paul Simon et Peter Gabriel. Au départ, l'album est destiné uniquement au public sénégalais mais séduit finalement le monde entier, Youssou N'Dour devenant alors une superstar mondiale. Rolling Stone considère l'album comme wonderfully moving. Il fait partie des 1001 Albums You Must Hear Before You Die. 

### Titres
Tous les titres sont de Youssou N'Dour, sauf mention.
1. Immigrés/Bitim Rew (7:03)
2. Pitche Mi (Kabou Gueye) (9:27)
3. Taaw (11:56)
4. Badou (5:35)

### Musiciens
- Rhane Diallo : saxophone, voix
- Fefe Diambouana : saxophone ténor
- Maguette Dieng : batterie, timbales
- Mbaye Dieye Faye : tumba, sabar
- Kabou Gueye : contrebasse, basse
- Jimi Mbaye : guitare
- Oussey Ndiaye : voix
- Youssou N'Dour : voix
- Pape Oumar Ngom : guitare
- Alla Seck : voix
- Assane Thaim : tama
- Benjamin Valfroy : claviers